# Sagenosoma elsa
Sagenosoma elsa är en fjärilsart som beskrevs av John Kern Strecker 1878. Sagenosoma elsa ingår i släktet Sagenosoma och familjen svärmare. Inga underarter finns listade.